# Бюрек
Бюрек (на турски: börek) е турска баница, много близка до българската в различните ѝ разновидности (наричана още триъгълна баничка). Приготвя се предимно в районите, населени с етнически турци (Кърджалийско, Разградско и Смолянско в България; цяла Турция; Северен Кипър).
- Имамбаялдъ и бюрек